# Bao Lan
Bao Lan (Provincia di Quang Tri, 5 marzo 1954) Esperto Internazionale di Viet Vo Dao (Arti Marziali Vietnamite). Membro del Consiglio dei Maestri della Federazione VVD Italia, Direttore Tecnico delle Associazioni VVD Lombardia e Veneto.

## Biografia
Discendente dalla famiglia dell'ultimo imperatore vietnamita Bao Dai, il Maestro Bao Lan è nato in Vietnam, nella provincia di Quang Tri, il 5 marzo 1954. Sin da giovane si dedicò alla pratica di Judo e Taekwondo (una delle arti marziali più diffuse in Vietnam, nonostante sia di origini coreane). Dopo diversi anni di pratica trovò la sua vera passione nello studio del Viet Vo Dao e del Vo Co Truyen, conseguendo il grado di Istruttore. Nel 1972, giunto in Italia per frequentare la Facoltà di Ingegneria di Padova, iniziò ad insegnare e diffondere il Viet Vo Dao, disciplina quasi sconosciuta nel Paese. Da allora, grazie a un lavoro ormai trentennale, il Viet Vo Dao si è largamente diffuso in tutto il Veneto e in parte della Lombardia (Brescia, Mantova, Milano, Pavia), con palestre seguite da istruttori qualificati, ai quali il Maestro Bao Lan ha sempre cercato di trasmettere non solo la tradizione delle arti marziali, ma anche la filosofia e la cultura del popolo vietnamita. 
Fedele al suo “Vo Danh” (nome d'arte), che è Kim Long (Drago d'oro), sinonimo di nobiltà, forza ed elevazione, il Maestro Bao Lan ogni anno torna in patria per continuare lo studio delle arti marziali e del combattimento. La sua impostazione tradizionale si lega ad una mentalità moderna, che gli consente di unire lo spirito orientale a metodi di lavoro scientifico. 
Amico di tutti i cultori del Budo, tiene spesso seminari e stage aperti a vari stili. 
Attualmente è Esperto Internazionale 8° dang; membro della Federazione Internazionale (“Vietnamese Martial Arts World Federation”) e del Consiglio dei Maestri del Viet Vo Dao. È Direttore Tecnico delle regioni Veneto e Lombardia, Presidente Onorario della Federazione Viet-Boxing Italia, Direttore Tecnico dell'Associazione Viet Tai Chi Italia.